# Wilhelm Klebitz
Wilhelm Klebitz (auch Klebiz; * um 1533 in Nahmitz; † 1568 in Paris) war ein deutscher zwinglianischer Theologe und Mathematiker.

## Leben
Klebitz wurde in der Mark Brandenburg geboren und erscheint anfangs als Lehrer respektive Rektor in Bocholt. Aufgrund von Glaubensfragen wechselte er von Bocholt nach Freiburg im Breisgau. Von dort aus ging er spätestens 1559 nach Heidelberg. An der Universität Heidelberg wurde er zumindest zum Bakkalaureus promoviert, nach anderen Quellen soll er dort auch den Dr. theol. verliehen bekommen haben.
In Heidelberg traf Klebitz auf Tilemann Hesshus, mit dem er in Glaubensfragen in einen schweren Konflikt geriet. Hesshus versuchte zunächst die akademischen Grade von Klebitz zu verhindern, was ihm misslang. Er verhinderte jedoch erfolgreich eine Karriere Klebitz’ als Dozent an der Heidelberger Universität. Er war in dieser Zeit lediglich als Diakon an der örtlichen Heiliggeistkirche tätig. Der Streit zwischen Hesshus und Klebitz eskalierte, sodass sich der Kurfürst Friedrich III. am 16. September 1559 zur Entlassung beider Kontrahenten aus ihren Ämtern genötigt sah.
Es gelang Klebitz daraufhin nicht, eine neue Anstellung zu finden. Er zog daher mit seiner Familie weiter. Ob der Versuch, einen Lehrauftrag an der Universität Köln zu erlangen, gelang, ist nicht überliefert, jedoch schwor er dafür einen Eid, bei dem er sich zum Katholizismus bekannte. Klebitz soll diverse Stationen durchlaufen haben, so die Städte Bremen, Emden, Frankfurt am Main, Worcester und Zwolle. Zuletzt verweilte er in Paris, wo er schließlich verstarb.
Er veröffentlichte neben seinen theologischen Schriften auch mathematische Schriften.

## Publikationen (Auswahl)
- Victoria Veritatis, Ac Rvina Papatvs Saxonici : Responsio VVilhelmi Klebitii Necessaria ad Argumenta Doct. Tilemanni Heshusij. Pro Defensione Ivsta I. Causae Christianae, & Verae., Delenus, Freiburg 1561.
- Insulae Melitensis Historia, Antwerpen 1565.
- Drey Bapstumb : Das ist Ein verklerung vilfeltiger, listiger vnd böser Practicken, antreffende die Inquisition vnd Obseruation der Blutgirigen Placaten vom Cardinale Granduella vnd seinem anhang erfunden ...Wider welchen Tyrannischen fürnemen, die Herrn vom Adel vnd Staten des Niderlands ... opponiret haben, Straßburg 1566.
- Gifftjager, das ist von Ursach, Reinigung, Bewarung und Cur Pestilenzischer Lufft, Frankfurt 1567.
- Nachtigal: Das ist Auß Johann Friderichs des Mitlern Hertzoge zu Sachssen publicierte Schrifften vom vrsprung´, anfang, vn gantze Proceß, der Wirtzburgischen vnd Grunbachischen handlunge ein kurtzer außzug. Mitt eyner nuetzliche vnd Christlichen Vermanung an die Roem. Key. May. Chur vnd Fürsten, auch andere Stende deß heiligen Römischen Reichs, antreffende die jetzige trübselige Belegerung der gwaltigen Festung Grimenstein, vnd weitberumpten Statt Gotha., 1567.